# Džodžo no kimjó na bóken
Džodžo no kimjó na bóken (japonsky ジョジョの奇妙な冒険, anglicky JoJo's Bizarre Adventure) je japonská šónen, seinen manga, napsaná a nakreslená Hirohikem Arakim. Původně vydávaná v Šúkan šónen Jump (1987–2004), ve vydavatelství Šúeiša, od roku 2005 je vydávána v měsíčním seinen časopise Urutora Džanpu, v témže vydavatelství. Manga je rozdělená do osmi příběhových částí, v každé jednotlivé části je nový protagonista s přezdívkou DžoDžo (ジョジョ), poslední část DžoDžorion je vydávaná od roku 2011. Džodžo no kimjó na bóken je nejdelší mangou vydávanou vydavatelstvím Šúeiša; kapitoly byly publikovány ve 130 svazcích mangy. V ČR je anime seriál dostupný od 1.3.2020 na streamovací platformě Netflix jako JoJova prazvláštní dobrodružství.

## Příběh
Svět JoJa je odrazem skutečného světa, do kterého jsou začleněny nadpřirozené síly a bytosti. V tomto světě jsou někteří lidé svou duchovní sílu schopni přeměnit na Sutando (ス タ ン ド), další významnou formou energie je Hamon (波紋), neboli druh bojového umění, které soustředí tělesnou energii pomocí slunečního svitu a řízeného dýchaní. Manga je rozdělená do osmi jednotlivých částí, v každé části je hlavním protagonistou JoJo, protagonisti jsou vždy spříznění s rodinou Joestar (ジョースタ). Prvních šest částí se odehrává v totožném vesmíru, kde vše pramení ze soupeření s Jonathanem Joestarem (ジョナサン・ジョースタ) a Diem Brandem (ディオ・ブランドー), což ovlivní jednotlivé generace rodiny Joestarů, sedmá a osmá část se odehrává již v odlišném vesmíru.

#### První část:Fantomu Buraddo(ファントムブラッド)
Svazky 1–5, 44 kapitol. Na konci 19. století, v Anglii, se mladý syn zámožného statkáře, Jonathan Joestar, setkává se svým novým adoptivním bratrem, Diem Brandem, jenž ho nenávidí a chce uzurpovat jeho místo dědice rodiny Joestarů. Po zmaření všech Diových pokusů o přebrání Jonathanova místa, se Dio přemění v upíra, pomocí starověké Kamenné masky a zničí majetek rodiny Joestarů. Jonathan se vydává na cestu, aby mohl zastavit Dia. Na cestě potká nové spojence a mistra bojového umění Hamonu, barona Zeppeliho (ツェペリ男爵), který ho vycvičí, tato bojová technika je potřebná k zastavení Dia, který si usmyslil nový plán, podrobit si celý svět, se svými novými schopnostmi.

#### Druhá část: Sentó Čórjú (戦闘潮流)
Svazky 5–12, 69 kapitol. V roce 1938 objeví, pod Koloseem, německá expedice a posléze i probudí muže z pilíře(柱の男, Hašira no Otoko), jedná se o humanoidní rasu vytvořenou pomocí Kamenné masky. První probuzený, Wamů (ワムウ) probudí další, Karse (カーズ) a Esidisiho (エシディシ), v podobné době byl objeven Santana (サンタナ), jenž byl nejmladším mužem z pilíře, taktéž německou expedicí, která prováděla výzkum v Mexiku. První tři jmenovaní zabijí všechny výzkumníky, chtějí si podrobit lidstvo, k tomu potřebují Červený kámen z Adži (エイジャの赤石). Vnuk Jonathana, Joseph Joestar (ジョセフ・ジョースター) musí pomocí bojové techniky Hamonu zastavit pilířové muže, potkává tajemnou mistryni Hamonu Lisu Lisu (リサリサ), která jej vycvičí v této bojové technice.

#### Třetí část:Sutádasuto Kuruseidásu(スターダストクルセイダース)
Svazky 13–28, 152 kapitol. V roce 1983 byla vyzdvižena rakev s ostatky Dia Branda, nyní pouze DIO (ディオ), avšak příběh třetí části je zasazen mezi lety 1988 až 1989. DIO si přivlastnil tělo Jonathana Joestara, to způsobí, že se takzvané Postoje (Stands) (スタンド) probudí u Jonathanových pokrevních následovníků, vnuka Josepha, jeho dcery Holy Kúdžó, rozená Joestar, (空条 ホリィ) a jeho vnuka Džótara Kúdža (空条 承太郎). Holy nedokáže přijmout vlastní Stand, Džotaro a Joseph mají 50 dní na to, aby zabili DIA, během jejich putování, z Japonska do Egypta, jim v cestě stojí mnoho DIOvých stoupenců.

#### Čtvrtá část:Diamond wa Kudakenai(ダイヤモンドは砕けない)
Svazky 29-47, 174 kapitol. V roce 1999 přijíždí Džótaró Kúdžó do města Morioh (杜王町), aby se potkal s nemanželským synem Josepha Joestara, Džósukem Higašikatou (東方 仗助), aby mu oznámil jeho dědictví. Ve městě se téže nachází spousta uživatelů Standu, v čele s hlavním antagonistou Jošikagem Kirou (吉良 吉影).

#### Pátá část: Ógon no Kaze (黄金の風)
Také známá jako Vento Aureo, svazky 47-63, 155 kapitol. V roce 2001, Koiči Hirose na rozkaz Džótara Kúdža vzít vzorek DNA mladého Haruna Šiobany, aby se potvrdilo, zda je Diův syn. Koiči zjistí, že Haruno se již nejmenuje Haruno, ale Giorno Giovanna.

## Anime seriál
Džodžo no kimjó na bóken (japonsky ジョジョの奇妙な冒険, anglicky JoJo's Bizarre Adventure) je japonský televizní anime seriál produkovaný studiem David Production a vytvořený podle stejnojmenné mangy od Hirohika Arakiho. Série se zaměřuje na tajemná dobrodružství několika generací rodiny Joestarů, datovaná od konce 19. století do současnosti. Seriál byl premiérově vysílán na stanici Tokyo MX.
První řada, adaptace prvních dvou částí, Phantom Blood a Battle Tendency, byla vysílána v Japonsku mezi 5. říjnem 2012 a 5. dubnem 2013. Druhá sezóna zahrnující třetí část mangy, Stardust Crusaders, byla rozdělena do dvou částí, první byla vysílána mezi 4. dubnem 2014 a 12. zářím 2014 a druhá mezi 9. lednem 2015 a 19. červnem 2015. Třetí řada zahrnující čtvrtou část, Diamond Is Unbreakable, byla vysílána od 1. dubna 2016 do 23. prosince 2016. Čtvrtá řada zahrnující pátou část mangy, Golden Wind, byla vysílaná od 5. října 2018 do 28. července 2019. Pátá řada, zahrnující šestou část mangy, Stone Ocean, byla oznámena 4. dubna 2021 při speciálním JoJo Eventu.
Seriál je v Severní Americe distribuován na DVD společností Warner Home Video, zatímco práva na Blu-ray a merchandising jsou ve vlastnictví společnosti Viz Media.

#### První série
První série byla vysílána v Japonsku mezi 5. říjnem 2012 a 5. dubnem 2013, přičemž epizody 1-9 zahrnuji první část mangy Phantom Blood a epizody 10-26 zahrnují druhou část Battle Tendency.
První část vypráví o mladém muži jménem Jonathan Joestar a jeho rivalitě a boji proti Diu Brandovi, který využívá sílu tajemné kamenné masky, aby se stal upírem.
Druhá část se koná o padesát let později, když Jonathanův vnuk Joseph Joestar čelí proti tvůrcům kamenné masky, Pilířovým mužům.
Úvodní znělka pro část Phantom Blood je „JoJo ~ Sono Chi no Sadame ~“ (v japonském originále ジョジョ～その血の運命～, česky „DžoDžo ~ osud určený krví ~“) od Hiroaka „Tommyho“ Tominagy, zatímco úvodní znělka pro část Battle Tendency je "Bloody Stream" od umělce Coda. Závěrečná znělka pro obě části je skladba z roku 1972 od britské progressive rockové skupiny Yes "Roundabout". Soundtrack pro Phantom Blood složil Hayato Matsuo, zatímco pro Battle Tendency's soundtrack složil Taku Iwasaki.